# Transpac
Pour l’article homonyme, voir Transpac (société).
Transpac a été un réseau public français de transmission de données à commutation de paquets qui a été ouvert par la société Transpac en 1978,. Il était fondé sur la génération de standard dit X.25, un standard pour lequel les informaticiens du CNET puis du CCETT avaient joué le rôle moteur. Ce réseau a été partie prenante du réseau mondial X.25 qui, avant Internet, a permis des transmissions de données dans le monde entier
,. Créé au départ pour une clientèle professionnelle, il a permis ultérieurement, avec les terminaux grand public Minitels, le développement en France de services télématiques précurseurs de ceux d'Internet,. 
Confronté à la concurrence d'Internet, alors que l'évolution de la filière technologique X.25 en fonction de l'évolution des besoins et des moyens n'avait pas eu lieu, et alors que l'utilisation du réseau par les Minitels s'amenuisait fortement, Transpac a été fermé en juin 2012.

## Les standards utilisés
Les services offerts par Transpac étaient ceux des standards internationaux  établis par le CCITT à partir de 1976, et fondés sur le principe des circuits virtuels. Souvent désignés globalement sous le titre global de «X.25», ils comprenaient : (1) l'Avis X.25 proprement dit, pour l'utilisation du réseau par les ordinateurs aptes à formater eux-mêmes des paquets de données ; (2) les Avis X.3, X.28 et X.29,,, pour l'utilisation du réseau par les terminaux «légers» fonctionnant en mode caractère, et pour les entrées d'ordinateurs faites pour accueillir directement ce type de terminaux ; (3) l'Avis X.75  pour l'interconnexion des réseaux.
Le choix par le CCITT des circuits virtuels pour ses standards, de préférence à l'autre technique de commutation de paquets identifiée à l'époque, les datagrammes, résultait d'une initiative française pilotée par l'informaticien Rémi Després. Elle  avait rapidement rencontré l'adhésion de futurs opérateurs de réseau à commutation de paquets : au Canada, où les concepteurs du réseau Datapac avaient un temps envisagé d'offrir un service à base de datagrammes ; aux États-Unis, où le concepteur et directeur d'Arpanet, Larry Roberts, s'était indépendamment convaincu que les circuits virtuels étaient le service qui répondait aux besoins du marché ; au Royaume Uni, très impliqué dans le lancement du réseau européen Euronet ; au Japon avec le projet de la NTT ,.

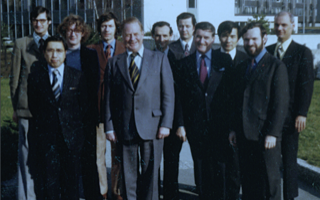
Principaux contributeurs à X.25 en mars 1976 à Genève

## Le lancement
En février 1975, un appel d'offres international a été lancé par la DGT. Il faisait suite à l'annonce faite en 1973 par le Directeur général des Télécommunications Louis-Joseph Libois de faire étudier par le CCETT les « conditions dans lesquelles un réseau public utilisant la technique de commutation par paquets pourrait être lancé en France, et ce dès 1976 ». Elles étaient techniquement très précises concernant la réalisation des circuits virtuels. Sur exigence du Ministère de l'Industrie, elles demandaient aussi aux soumissionnaires de proposer, à leur façon, un service de datagrammes. Au vu des progrès de la standardisation des circuits virtuels au CCITT, cette demande sera abandonnée avant même la réception des offres. En décembre 1975, le consortium Sesa-TRT-TIT, qui était à la fois le mieux disant et déjà doté d'une expérience dans le domaine, a été choisi pour la réalisation des commutateurs du réseau,.
Afin que les constructeurs d'ordinateurs soient prêts pour l'ouverture de Transpac, plusieurs actions préparatoires avaient été engagées. (1) Des raccordements d'ordinateurs variés avaient été effectués, en mode paquet, sur le réseau expérimental RCP : un XDS 940, un Honeywell 6080, un IRIS 80 de la CII, des IBM 370/145 et 3271, un T 1600 de la Télémécanique, et un Modular One du britannique Computer Technology Limited. Ainsi avait-il été vérifié, d'une part la faisabilité à un coût raisonnable et avec une bonne fiabilité d'un service à base de circuits virtuels, d'autre part que, pour les constructeurs d'ordinateurs, utiliser un tel service était faisable dans de bonnes conditions. (2) Des spécifications  du protocole détaillé à respecter pour utiliser au mieux Transpac, avec les précisions à connaître au-delà des seuls standards X.25 et X.3-28-29, ont été mises à la disposition des constructeurs longtemps avant l'ouverture du réseau (les Spécifications Techniques d'Utilisation du Réseau, dites STUR). (3) Un simulateur du comportement de Transpac, REX25, a été réalisé au CCETT sur un mini-ordinateur Mitra 125 (le successeur du Mitra 15, d'abord développé par la CII, puis commercialisé par la SEMS). Cet outil a été mis à la disposition des constructeurs pour des sessions de déboggage de leurs logiciels.

## La croissance
Transpac a rapidement connu une forte croissance : ouvert en 1978 avec 1500 accès directs possibles, il atteint 5 300 accès effectifs en 1981, puis 10 000 en 1983, 21 500 en 1984 (une année où Internet en est encore à 1000 ordinateurs raccordés), et 31000 en 1985.
Les applications professionnelles ont concerné tous les secteurs d'activité avec, en 1985, 22 % dans l'industrie, 17 % dans les assurances, 13 % dans les administrations, et 13 % dans les banques et la finance. Dans le secteur bancaire, Transpac a été utilisé  entre les distributeurs automatiques de billets et leurs serveurs par des liaisons permanentes. Il a aussi été le réseau via lequel les lecteurs de cartes bancaires des commerçants, qui y accédaient au réseau par des communications téléphoniques locales, consultaient les serveurs des banques sollicitées. Au niveau mondial, la société  Swift, qui gérait les échanges interbancaires, a utilisé le réseau X.25 international, de 1991 jusqu'en 2004 ou il a basculé sur Internet.
Les applications résidentielles ont connu une croissance très rapide après que la Direction générale des Télécommunications ait distribué gratuitement à tous les abonnés au téléphone des Minitels. C'était au départ pour son Annuaire Électronique, grâce auquel les usagers pouvaient trouver les numéros des nouveaux abonnés au téléphone dès leur mise en service, mais aussi, dans un deuxième temps, pour promouvoir la création de nouveaux services dits Télétel. Ceux-ci étaient offerts sur des serveurs privées raccordés à Transpac, les Minitels accédant au réseau par l'intermédiaire de Points d'Accès Vidéotex, les PAVI. À la fin des années 1980, le trafic Teletel contribuait pour près à 50 % au trafic total du réseau. Selon une estimation citée par Altavista France et attribuée à France Télécom il y avait en 2000 « 9 millions de terminaux Minitel en service, dont un bon tiers sont en réalité des ordinateurs avec une émulation » et « 15 millions d'utilisateurs », au point que des sociétés américaines Yahoo et Altavista ont ouvert leurs moteurs de recherche à des accès en mode Minitel.
Orange cesse la commercialisation du Transpac en 2012 et désactive le dernier commutateur X.25 toujours en service en mai 2017, signant par là même la fin définitive du réseau Transpac.

## La qualité de service
La qualité de service a dès l'origine fait l'objet d'un suivi dont les chiffres étaient transmis au GERPAC (Groupement d’études pour l’Établissement du Réseau Transpac), l'association des utilisateurs de Transpac. Sauf pendant deux périodes où des bogues de jeunesse ont porté atteinte à cette qualité, elle a atteint le niveau élevé que sa conception permettait d'attendre.
Le premier incident a eu lieu en 1982 sous la forme de coupures aléatoires de communications. En raison d'une mauvaise réaction des commutateurs à certains cas de charge exceptionnellement élevée, leur cause a été promptement diagnostiquée et éliminée.
Le deuxième incident, plus grave, et de ce fait abondamment commenté dans les médias, a lieu en juin 1985 :  Le 18 juin, de très nombreux utilisateurs des Minitels subissent un arrêt complet de service pendant une quinzaine de jours. Une fois corrigée la faute logicielle en cause dans la commande des commutateurs, le service redevient définitivement normal, et avec un bon niveau de sécurité,. La saturation des commutateurs est liée au lancement du nouveau service Kiosque qui permet aux 3615 d'exister. Les banques et les grandes entreprises sont touchées. Le Télétel est relancé en ligne le 5 juillet.

## Le fonctionnement interne
En interne, Transpac a utilisé la « commutation d'étiquettes», une technique où tous les paquets d'une même communication suivent le même chemin, choisi au moment où celle-ci est établie. Cela lui assurait, par rapport à un fonctionnement interne en mode datagramme, une  meilleure efficacité en transmission et en commutation. En transmission, grâce à la suppression du besoin de répéter dans chaque paquet une adresse de source et une adresse de destination. En commutation, grâce à la suppression du besoin d'analyser  dans chaque commutateur traversé, et pour chaque paquet, la route à emprunter en fonction de son adresse de destination. C'est un principe qui a notamment été repris dans Internet pour son Multiprotocol Label Switching.
Par rapport à d'autres réseaux qui, comme Datapac et Telenet, ont utilisé en interne un routage de datagrammes pour offrir le même service de circuits virtuels X.25, cela avait de plus les avantages de la simplicité, notamment pour rendre effective la différentiation des classes de service que proposait X.25. Le service offert par un réseau public se devait en effet d'être adapté à tous les types d'équipements utilisateurs, et donc à ceux qui, tout en étant privés, sont eux-mêmes des réseaux. Le protocole X.25 était donc, à quelque détails près, applicable à l'interconnexion de réseaux d'opérateurs (c'est l'Avis X.75). Mais il  était  donc aussi utilisable entre les nœuds voisins d'un même réseau. Avant de figurer dans les spécifications de Transpac, ce principe simplificateur avait été testé avec succès sur le réseau expérimental RCP.
Transpac était relié dès le début à Euronet, réseau de banques de données scientifiques.

## Failles
En 1987, la société Cogecom rend public un accès non sécurisé dans le réseau Transpac à l'ensemble des numéros de téléphone « secrets » utilisés par les plus hauts membres du gouvernement français et étrangers et les grands chefs d'entreprise. La faille avait initialement été découverte par Xavier Niel, qui avait créé un programme de recherche exhaustive pour récupérer tous les numéros dans la base.